# Косынкин, Валерий Дмитриевич
Валерий Дмитриевич Косынкин — российский учёный в области технологии редкоземельных элементов и высокотемпературных сверхпроводящих материалов, доктор технических наук, профессор.

## Биография
Родился 23 мая 1936 г. в Красноярске.
Окончил Орешенскую среднюю школу (Манский район) и химический факультет МГУ (1958).
С марта 1959 по 1968 год работал во ВНИИ химической технологии (ВНИИХТ) (п/я А-912): младший научный сотрудник, старший научный сотрудник. Защитил кандидатскую диссертацию по вопросам переработки гексафторида урана в тетрафторид, а потом в металл (1964).
В 1968—1973 гг. в секретариате МАГАТЭ (Вена), занимался вопросами нераспространения ядерного оружия.
С 1973 г. и по настоящее время (2016) снова во ВНИИХТ: с.н.с., начальник лаборатории, отдела, технический директор отделения редких  металлов, главный научный сотрудник отдела редких металлов.
Доктор технических наук (1988), профессор (1990). Специалист в области технологии редкоземельных элементов и высокотемпературных сверхпроводящих материалов. Автор около 350 статей по закрытой тематике.
Автор изобретений в области гидрометаллургии редких металлов .

## Награды и звания
Лауреат премии Совета Министров СССР (1986 — за успехи в развитии редкоземельного производства), в составе коллектива: Д. И. Скороваров, С. Д. Моисеев, В. Д. Косынкин, Э. Н. Севостьянова, Е. М. Князева.
Лауреат премии Правительства РФ за 1997 год — за исследования, разработку и организацию серийного производства отечественных редкоземельных полирующих материалов.
Награждён медалью ордена «За заслуги перед Отечеством» 2-й степени (22.07.2002).

## Из библиографии
- Recovery of rare earth elements from phosphorites in the USSR / Skorovarov J.I., Kosynkin V.D., Moiseev S.D., Rura N.N. // Journal of Alloys and Compounds. 1992. Т. 180. № 1-2. С. 71-76.